# Thiago Motta
Thiago Motta (ur. 28 sierpnia 1982 w São Bernardo do Campo) – włosko-brazylijski trener i piłkarz, który występował na pozycji pomocnika. Srebrny medalista Mistrzostw Europy 2012, uczestnik Mistrzostw Świata 2014 oraz Mistrzostw Europy 2016. 

## Życiorys
Młodego Mottę do Barcelony sprowadził Llorenç Serra Ferrer z brazylijskiego klubu Juventus São Paulo w czerwcu 1999. W latach 1999–2001 grał w rezerwach FC Barcelona.
Pierwszy mecz w Primera División zagrał 3 października 2001 przeciwko Realowi Mallorce. Mecz odbył się na Camp Nou, a Barcelona wygrała spotkanie 3:0. Od tego momentu trener często na niego stawiał, ze względu na wszechstronność piłkarza i fakt posiadania przez niego paszportu (włoskiego).
W sezonie 2002/2003 z trenerem Radomirem Anticiem na ławce, Motta zaliczył najlepszy sezon w klubie. Jego gra bardzo pomogła klubowi wywalczyć miejsce w lidze kwalifikujące do gry w Pucharze UEFA oraz w występach w Lidze Mistrzów.
Sezon 2003/2004 był pechowy dla piłkarza który z powodu kontuzji i chorób zagrał tylko 26 meczów w sezonie (20 w lidze, 5 w Pucharze UEFA i 1 w Pucharze Hiszpanii) oraz strzelił jedną bramkę w lidze.
Wszystko wskazywało, że następny sezon (2004/2005) będzie dla piłkarza lepszy, ale poważna kontuzja wykluczyła go z gry na niemal cały sezon. 11 września 2004 w meczu przeciwko Sevilla FC na Camp Nou doznał zerwania wiązadeł w lewym kolanie. Resztę sezonu spędził w Brazylii i Barcelonie na rehabilitacji. Do gry powrócił dopiero na końcówkę sezonu uwieńczonego Mistrzostwem Hiszpanii.
W sezonie 2007/2008 był piłkarzem Atlético Madryt, dla którego rozegrał 6 meczów w Primera División. W sezonie 2008/2009 grał w drużynie Genoa CFC, w latach 2009 - 2012 występował w barwach Interu Mediolan.
Jest uniwersalnym pomocnikiem, sprawdza się zarówno w ataku konstruując akcje oraz w obronie przechwytując piłki. Dzięki talentowi, doświadczeniu i opanowaniu, a także wzrostowi (187 cm) i sile jest idealnym zmiennikiem dla graczy z linii obronnej. Potrafi bardzo mocno uderzyć piłkę lewą nogą.
9 lutego 2011 roku Motta zadebiutował w reprezentacji Włoch, w zremisowanym 1:1 towarzyskim meczu z Niemcami.
31 stycznia 2012 przeszedł do klubu PSG i podpisał 3,5 letni kontrakt, Inter Mediolan otrzymał za zawodnika 10 mln euro + bonusy w wysokości 3 mln euro. Pensja zawodnika ma wynieść 2 mln euro rocznie.
Wraz z reprezentacją Włoch na Mistrzostwach Europy w 2012 zajął drugie miejsce.
| Sezon     | Klub                     | Kraj      | Rozgrywki        | Mecze | Gole | Rozgrywki Europy   | Mecze | Bramki |
| --------- | ------------------------ | --------- | ---------------- | ----- | ---- | ------------------ | ----- | ------ |
| 1999/2000 | FC Barcelona B           | Hiszpania | Segunda División | 33    | 2    | -                  | -     | -      |
| 2000/01   | FC Barcelona B           | Hiszpania | Segunda División | 29    | 5    | -                  | -     | -      |
| 2001/02   | FC Barcelona             | Hiszpania | Liga BBVA        | 18    | 1    | Liga Mistrzów UEFA | 7     | 0      |
| 2002/03   | FC Barcelona             | Hiszpania | Liga BBVA        | 21    | 3    | Liga Mistrzów UEFA | 13    | 2      |
| 2003/04   | FC Barcelona             | Hiszpania | Liga BBVA        | 20    | 1    | Liga Europy UEFA   | 5     | 1      |
| 2004/05   | FC Barcelona             | Hiszpania | Liga BBVA        | 8     | 0    | -                  | -     | -      |
| 2005/06   | FC Barcelona             | Hiszpania | Liga BBVA        | 15    | 1    | Liga Mistrzów UEFA | 7     | 0      |
| 2006/07   | FC Barcelona             | Hiszpania | Liga BBVA        | 14    | 0    | Liga Mistrzów UEFA | 9     | 0      |
| 2007/08   | Atlético Madryt          | Hiszpania | Liga BBVA        | 6     | 0    | Liga Europy UEFA   | 2     | 0      |
| 2008/09   | Genoa CFC                | Włochy    | Serie A          | 27    | 6    | -                  | -     | -      |
| 2009/10   | Inter Mediolan           | Włochy    | Serie A          | 26    | 4    | Liga Mistrzów UEFA | 8     | 0      |
| 2010/11   | Inter Mediolan           | Włochy    | Serie A          | 19    | 4    | Liga Mistrzów UEFA | 7     | 1      |
| 2011/12   | Inter Mediolan           | Włochy    | Serie A          | 10    | 3    | Liga Mistrzów UEFA | 2     | 0      |
| 2011/12   | Paris Saint-Germain F.C. | Francja   | Ligue 1          | 14    | 2    | -                  | -     | -      |
| 2012/13   | Paris Saint-Germain F.C. | Francja   | Ligue 1          | 12    | 1    | Liga Mistrzów UEFA | 2     | 0      |
| 2013/14   | Paris Saint-Germain F.C. | Francja   | Ligue 1          | 32    | 3    | Liga Mistrzów UEFA | 9     | 2      |
| 2014/15   | Paris Saint-Germain F.C. | Francja   | Ligue 1          | 14    | 0    | Liga Mistrzów UEFA | 5     | 0      |

Stan na: 14 grudzień 2014 r.

## Osiągnięcia
FC Barcelona
- Liga Mistrzów UEFA 2005/2006
- Superpuchar Hiszpanii 2006
- Mistrzostwo Hiszpanii 2004/2005, 2005/2006

Inter Mediolan
- Liga Mistrzów UEFA 2009/2010
- Mistrzostwo Włoch 2009/2010
- Puchar Włoch 2009/2010
- Superpuchar Włoch 2010
- Klubowe Mistrzostwa Świata 2010

### Paris Saint-Germain
- Mistrzostwo Francji: 2012/2013, 2013/2014, 2014/2015, 2015/2016, 2017/2018
- Puchar Francji: 2014/2015, 2015/2016, 2016/2017, 2017/2018
- Superpuchar Francji: 2012/13, 2013/2014, 2014/2015, 2015/2016, 2016/2017
- Puchar Ligi Francuskiej: 2013/2014, 2014/2015, 2015/2016, 2016/2017, 2017/18

Reprezentacja Włoch
- Wicemistrzostwo Europy 2012